# 세포표면항원무리
세포표면항원무리 또는 분화 클러스터(영어: cluster of differentiation)는 흔히 줄여서 CD로 표기하기도 한다. 세포표면항원무리는 면역표현형에 따라 세포 표면 분자를 식별하고 연구하기 위하여 붙인 이름이다. 생리학적인 관점에서 세포표면항원무리 분자는 주요 역할을 하는 수용체나 수용체를 활성화하는 리간드로 작용한다. 세포표면항원무리를 통하여 신호 연쇄반응이 시작되고 세포의 행동을 바꾼다(세포 신호를 참고). 그외에 세포 신호에 관여하지 않고 세포 부착과 같은 기능을 하는 것이 있다. 사람의 세포표면항원무리 371개에 CD 번호가 할당되어 있다.(2016년 1월 기준).

## 명명체계
세포표면항원무리(CD) 명명체계는 1982년 파리에서 있었던 제1회 사람 백혈구 분화 항원(HLDA)에 관한 국제회의(International Workshop and Conference on Human Leukocyte Differentiation Antigens)에서 제시되어 정립되었다. 이 체계는 백혈구의 표면에 있는 분자의 항원결정기(epitope)에 대하여 세계의 연구실에서 생성한 수많은 단일클론항체를 분류하기 위하여 고안되었다. 이후 다른 유형의 세포에 적용하면서 쓰임이 늘어나 320여 개가 넘는 세포표면항원무리와 아형이 밝혀졌다. 표면 분자가 두 개의 특정한 단일클론항체와 결합한다는 것이 밝혀지면 CD 번호가 할당된다. 새로운 분자의 특성이 잘 밝혀지지 않거나 하나의 단일클론항체에 결합하는 것만이 증명된 상태에서는 임시 지위를 나타내는 "w"를 붙여 "CDw186"과 같이 나타낸다.
세포 집단에서 특정한 일부 세포가 CD 분자를 발현하거나 그렇지 않음은 '+'나 '-' 기호를 이용하여 표현한다. 예를 들어, "CD34+, CD31-" 세포는 CD 34를 발현하고 CD 31은 발현하지 않는 세포이다. 이런 CD 조합은 완전히 분화한 내피세포에 반대되는, 전형적인 줄기세포에 해당한다. 세포 집단은 다른 연구 대상 세포와 비교하여 전반적인 CD 발현 변산도를 나타내는 hi, mid, low(혹은 bright, mid, dim) 등으로 정의되기도 한다. 흉선에서 T 세포의 발달 과정을 CD4mid/CD8mid 이중양성세포에서 CD4hi/CD8mid인 세포로 나타내 전이 시기에 있는 세포를 구분한다.

## 면역표현형

세포표면항원무리(CD)

CD 체계는 일반적으로 면역표현형에서 세포 표지자로 이용되어 세포의 표면에 있는 분자에 따라 세포를 정의할 수 있게 한다. 세포 표지자는 특정한 면역 기능과 세포를 연관지을 때 사용한다. 단 하나의 세포표면항원무리를 이용하여 세포 집단을 정의하는 것은 드물다(그러한 예시가 아예 없지는 않음). 여러 표지자를 결합하여 세포 유형을 나타냄으로써 면역계 내에서 매우 구체적으로 세포를 정의할 수 있다.
CD 분자는 유세포분석을 포함하여 세포를 분류하는 다양한 기법에서 이용된다.
| 세포 유형        | CD 표지자                                         |
| 줄기세포         | CD34+, CD31-, CD117                               |
| 모든 백혈구 무리 | CD45+                                             |
| 과립구           | CD45+, CD11b, CD15+, CD24+, CD114+, CD182+        |
| 단핵구           | CD45+, CD14+, CD114+, CD11a, CD11b, CD91+, CD16+  |
| T 림프구         | CD45+, CD3+                                       |
| 보조 T 세포      | CD45+, CD3+, CD4+                                 |
| 조절 T 세포      | CD4, CD25, Foxp3                                  |
| 세포독성 T 세포  | CD45+, CD3+, CD8+                                 |
| B 림프구         | CD45+, CD19+ 혹은 CD45+, CD20+, CD24+, CD38, CD22 |
| 혈소판           | CD45+, CD61+                                      |
| 자연살해세포     | CD16+, CD56+, CD3-, CD31, CD30, CD38              |

흔히 언급되는 CD 분자는 CD4와 CD8로, 각각 보조 T 세포와 세포독성 T 세포의 표지자이다. 각 T 세포의 세포표면항원무리는 CD3+와 조합으로 정의된다. 다른 백혈구 중에 CD4와 CD8을 발현하는 세포가 있기 때문이다. 예를 들어 대식세포는 CD4를 낮은 수준으로 발현하고, 수지상세포는 CD8을 높은 수준으로 발현한다. 인간 면역결핍 바이러스(HIV)는 보조 T 세포의 표면에 있는 CD4와 케모카인 수용체에 결합하여 세포 내로 들어가고, CD4+ 보조 T 세포를 파괴한다. 따라서 혈액에 있는 CD4 및 CD8 T 세포 비율을 이용하여 HIV 감염 진행 정도를 파악할 수 있다.

## 생리학적 기능
CD 분자는 백혈구를 정의하는데 유용하지만, 단순히 세포 표면에 있는 표지자만은 아니다. CD 분자 중 극히 일부만 성질이 완전히 밝혀진 상태이지만, 대부분은 중요한 기능을 담당한다. CD4와 CD8의 경우에 항원 인지에 필수적이다. CD135 등 다른 세포표면항원무리는 성장인자에 대한 세포 표면 수용체로 작용한다.

## 같이 보기
- 면역계
- 면역 관용
- 항체
- 사람의 세포표면항원인자 목록
- 주조직 적합성 복합체
- 신호 전달
- 신장 장애의 지표인 CD13
- 급성 골수성 백혈병 치료의 지표인 CD33

### 내용주
1. ↑  cluster of designation 또는 Classification Determinant라고도 한다.

### 참조주
1. ↑  CHAN, J. K. C., NG, C. S., HUI, P. K. (1988). “A simple guide to the terminology and application of leucocyte monoclonal antibodies”. 《Histopathology》 12 (5): 461–480. doi:10.1111/j.1365-2559.1988.tb01967.x. PMID 3294157.
2. ↑  “HCDM, responsible for HLDA workshop and CD molecules”. Human Cell Differentiation Molecules Council. 2016년 4월 20일에 원본 문서에서 보존된 문서. 2009년 6월 1일에 확인함.
3. ↑  Georgina Clark, Hannes Stockinger, Robert Balderas, Menno C van Zelm, Heddy Zola, Derek Hart, Pablo Engel (2016). “Nomenclature of CD molecules from the Tenth Human Leucocyte Differentiation Antigen Workshop”. 《Clin Transl Immunology》 22 (5): e57. doi:10.1038/cti.2015.38. PMID 26900471.
4. ↑  Bernard A, Boumsell L (1984). “Human leukocyte differentiation antigens”. 《Presse Med》 (프랑스어) 13 (38): 2311–6. PMID 6239187.
5. ↑  Fiebig H, Behn I, Gruhn R, Typlt H, Kupper H, Ambrosius H (1984). “Charakterisierung einer Serie von monoklonalen Antikörpern gegen humane T-Zellen” [Characterization of a series of monoclonal antibodies against human T cells]. 《Allerg Immunol (Leipz)》 (독일어) 30 (4): 242–50. PMID 6240938.
6. ↑  Ho IC, Tai TS, Pai SY (2009년 2월). “GATA3 and the T-cell lineage: essential functions before and after T-helper-2-cell differentiation”. 《Nature Reviews Immunology》 9 (2): 125–35. doi:10.1038/nri2476. PMC 2998182. PMID 19151747.
7. 1 2  “CD Antigens” (PDF). abcam. 2009. 2014년 11월 22일에 확인함.
8. ↑  Passlick B, Flieger D, Ziegler-Heitbrock HW (1989). “Identification and characterization of a novel monocyte subpopulation in human peripheral blood”. 《Blood》 74 (7): 2527–2534. PMID 2478233. 2013년 6월 19일에 원본 문서에서 보존된 문서. 2014년 11월 21일에 확인함.